# Fontaine de la place Colbert (Rochefort)
La fontaine de la place Colbert est située à Rochefort en Charente-Maritime, région Nouvelle-Aquitaine, en France. L'immeuble a été classé au titre des monuments historiques en 1925.

## Historique
Elle se situe sur la place Colbert (place de la mairie) de Rochefort-sur-Mer. À l'époque elle fournissait en eau potable les habitants du quartier. On estime que l'eau venait en canalisation depuis Tonnay-Charente[réf. nécessaire].
Le bâtiment est inscrit au titre des monuments historiques par arrêté du 23 février 1925.

## Architecture

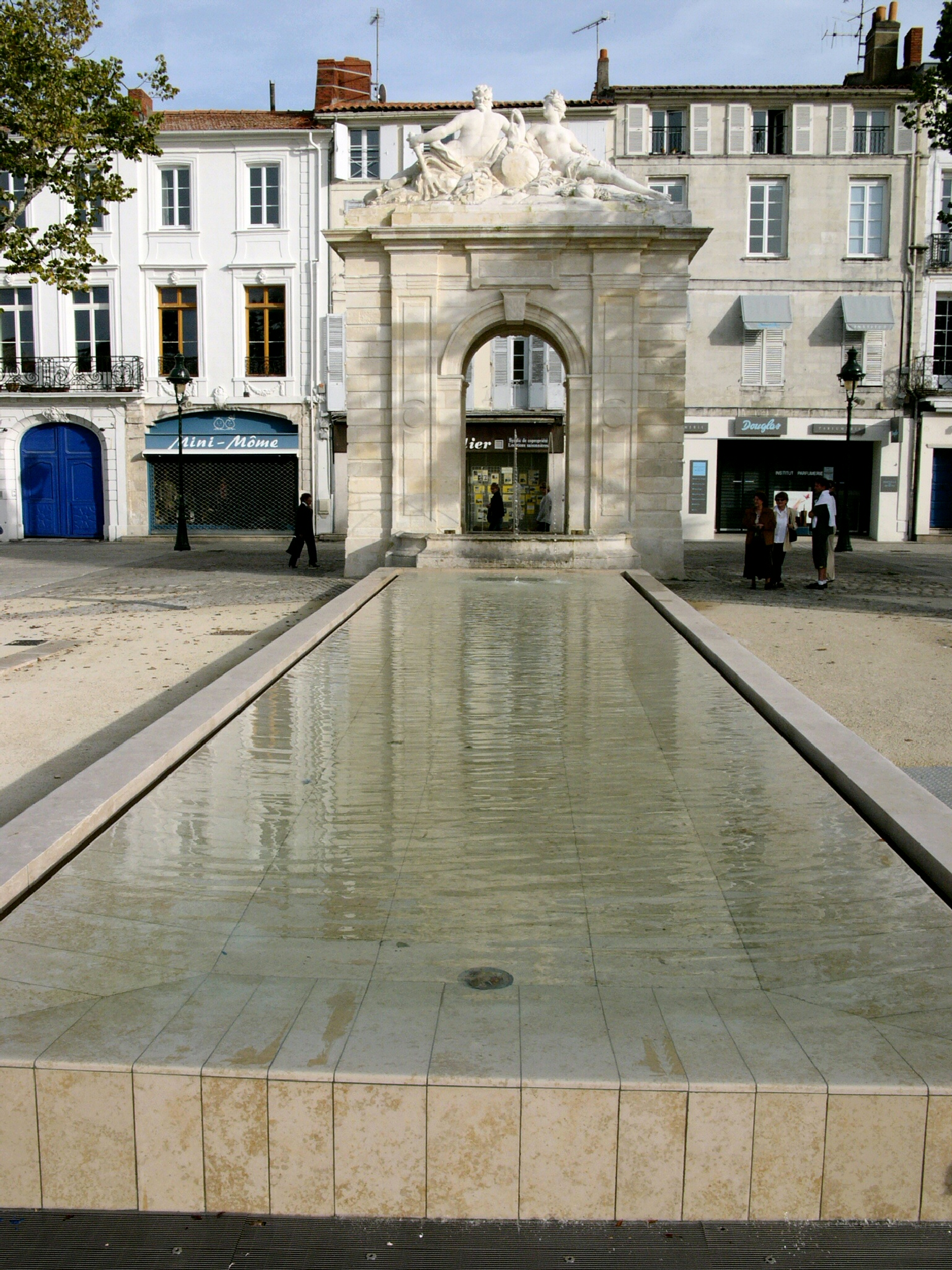